# Forma cúbica
En matemáticas, una forma cúbica es un polinomio homogéneo de grado 3, y una hipersuperficie cúbica es la conjunto de raíces de una forma cúbica. En el caso de una forma cúbica en tres variables, el conjunto de raíces es una curva cúbica plana.
Borís Delaunay y Dmitri Faddéyev demostraron en 1964 que se pueden usar formas cúbicas binarias con coeficientes enteros para parametrizar órdenes en un cuerpo cúbico. Su trabajo se generalizó en (Gan, Gross y Savin, 2002, §4) para incluir todos los anillos cúbicos (un anillo cúbico es un tipo de anillo que es isomorfo a Z3 como Z-módulo), da un discriminante que preserva la función biyectiva entre las órbitas de una acción-GL(2, Z) en el espacio de formas cúbicas binarias integrales y anillos cúbicos (sin considerar isomorfismos).
La clasificación de formas cúbicas reales {\displaystyle ax^{3}+3bx^{2}y+3cxy^{2}+dy^{3}} está ligada a la clasificación de puntos umbilicales de superficies. Las clases de equivalencia de tales cúbicas forman un espacio proyectivo real tridimensional y el subconjunto de formas parabólicas define una superficie: el toro umbilical.

## Ejemplos
- Curva cúbica plana
- Curva elíptica
- Cúbica de Fermat
- Cúbica de tres lóbulos
- Cúbica triple de Koras-Russell
- Cúbica triple de Klein
- Cúbica de Segre